# قطعنامه ۲۰۳۸ شورای امنیت
قطعنامه  ۲۰۳۸ شورای امنیت سازمان ملل متحد که در تاریخ ۲۹ فوریه ۲۰۱۲ تصویب شد، سندی بین‌المللی دربارهٔ دیوان جرایم بین‌المللی برای یوگسلاوی پیشین است. این قطعنامه طی نشست ۶۷۲۶ام با ۱۵ رای موافق، ۰ مخالف و ۰ ممتنع تصویب شد.